# Scoglio Patterson
Lo scoglio Patterson (in inglese Patterson Rock) è un piccolo scoglio antartico facente parte dell'arcipelago Windmill.
Localizzato ad una latitudine di 66° 12' sud e ad una longitudine di 110°34' est, lo scoglio si trova ad un chilometro ad ovest dell'isola Cameron. È stato mappato per la prima volta mediante ricognizione aerea durante l'operazione Highjump e l'operazione Windmill, negli anni 1947-1948.